# Bobsleigh aux Jeux olympiques de 2022
Navigation
Pyeongchang 2018 Milan-Cortina 2026
Les épreuves de bobsleigh aux Jeux olympiques d'hiver de 2022 se déroulent sur la Piste de Xiaohaituo dans le district de Yanqing, en Chine, du 13 au 20 février 2022. Il s'agit de la vingt-troisième apparition du bobsleigh aux Jeux olympiques d'hiver.
En juillet 2018, le Comité international olympique a officiellement ajouté l'épreuve de monobob féminin au programme, portant le nombre total d'épreuves à quatre.
Francesco Friedrich réussit l'exploit de conserver ses deux titres en bob à deux et à quatre, parvenant à égaler le total record de quatre médailles d'or dans les compétitions masculines en compagnie de son prédécesseur et compatriote Andre Lange. l'Allemagne réalise par ailleurs un triplé en bob à deux, un doublé à quatre, et un autre doublé en bob à deux féminin. Après avoir gagné deux titres olympiques (2010 et 2014) avec le Canada, Kaillie Humphries dispute les Jeux de Pékin pour les États-Unis et remporte une troisième médaille d'or en solitaire, dans la nouvelle compétition de monobob où seules les femmes s'alignent.   

## Qualifications
Un maximum de 170 places (124 hommes et 46 femmes) sont disponibles pour les athlètes pour participer aux Jeux avec deux épreuves par genre.
La qualification est basée sur le classement mondial de la saison 2021/2022 jusqu'au 16 janvier 2022 mais le score de classement sera obtenu à partir des sept meilleures courses. Les pilotes doivent participer à huit courses différentes sur trois pistes différentes et avoir été classés dans au moins cinq courses sur deux pistes différentes pendant la période de qualification.
Par ailleurs, le pilote doit être classé parmi les 50 meilleurs pour les épreuves masculines ou les 40 meilleures pour les épreuves féminines. 
Le pays hôte est assuré de participer à chaque épreuve. Ensuite, il y a certaines restrictions pour limiter le nombre d'athlètes par comité olympiques 
- Femmes - monbob : 4 CNO avec 2 pilotes, 12 CNO avec 1 pilote
- Femmes - bob à deux : 2 CNO avec 3 équipages, 4 CNO avec 2 équipages, 6 CNO avec 1 équipage
- Hommes - bob à deux : 2 CNO avec 3 équipages, 7 CNO avec 2 équipages, 10 CNO avec 1 équipage
- Hommes - bob à quatre : 2 CNO avec 3 équipages, 7 CNO avec 2 équipages, 8 CNO avec 1 équipage

L'ISBF publie sa liste des places attribuées par comités nationaux, y compris la liste des CNO à prendre en considération pour la réattribution. 
| Quota | Hommes  | Hommes                                                                                            | Hommes  | Hommes                                                                     | Femmes  | Femmes | Femmes  | Femmes                                                      |
| Quota | Bob à 2 | Bob à 2                                                                                           | Bob à 4 | Bob à 4                                                                    | Monobob | Monobob | Bob à 2 | Bob à 2                                                     |
| Quota | CNO     | Délégation                                                                                        | CNO     | Délégation                                                                 | CNO     | Délégation | CNO     | Délégation                                                  |
| ----- | ------- | ------------------------------------------------------------------------------------------------- | ------- | -------------------------------------------------------------------------- | ------- | --- | ------- | ----------------------------------------------------------- |
| 3     | 2       | Allemagne Canada                                                                                  | 2       | Allemagne Canada                                                           | 0       | NC | 2       | Allemagne Canada                                            |
| 2     | 7       | Suisse États-Unis Lettonie Corée du Sud Chine ROC Autriche                                        | 7       | ROC États-Unis Suisse Autriche Corée du Sud Chine Italie                   | 4       | États-Unis Allemagne Canada Chine                                                                              | 4       | États-Unis Chine ROC Suisse                                 |
| 1     | 10      | Grande-Bretagne France Roumanie Tchéquie Italie Monaco Brésil Trinité-et-Tobago Pays-Bas Jamaïque | 8       | Grande-Bretagne Lettonie France Tchéquie Pays-Bas Brésil Roumanie Jamaïque | 12      | ROC Suisse Roumanie Autriche Grande-Bretagne Australie Pays-Bas Corée du Sud France Slovaquie Jamaïque Ukraine | 6       | Roumanie Autriche Grande-Bretagne Australie Belgique France |

## Calendrier
| Épreuves | Épreuves     | Jour de compétition (Février 2022) | Jour de compétition (Février 2022) | Jour de compétition (Février 2022) | Jour de compétition (Février 2022) | Jour de compétition (Février 2022) | Jour de compétition (Février 2022) | Jour de compétition (Février 2022) | Jour de compétition (Février 2022) |
| Épreuves | Épreuves     | 13                                 | 14                                 | 15                                 | 16                                 | 17                                 | 18                                 | 19                                 | 20                                 |
| Hommes   | Bob à deux   |                                    | H1 & H2                            | H3 & H4                            |                                    |                                    |                                    |                                    |                                    |
| Hommes   | Bob à quatre |                                    |                                    |                                    |                                    |                                    |                                    | H1 & H2                            | H3 & H4                            |
| Femmes   | MonoBob      | H1 & H2                            | H3 & H4                            |                                    |                                    |                                    |                                    |                                    |                                    |
| Femmes   | Bob à deux   |                                    |                                    |                                    |                                    |                                    | H1 & H2                            | H3 & H4                            |                                    |

## Résultats
| Épreuves                                | Or                                                                           | Or            | Argent                                                                    | Argent        | Bronze                                                       | Bronze        |
| --------------------------------------- | ---------------------------------------------------------------------------- | ------------- | ------------------------------------------------------------------------- | ------------- | ------------------------------------------------------------ | ------------- |
| Bob à deux hommes résultats détaillés   | Allemagne Francesco Friedrich Thorsten Margis                                | 3 min 56 s 89 | Allemagne Johannes Lochner Florian Bauer                                  | 3 min 57 s 38 | Allemagne Christoph Hafer Matthias Sommer                    | 3 min 58 s 58 |
| Bob à quatre hommes résultats détaillés | Allemagne Francesco Friedrich Thorsten Margis Candy Bauer Alexander Schüller | 3 min 54 s 30 | Allemagne Johannes Lochner Florian Bauer Christopher Weber Christian Rasp | 3 min 54 s 67 | Canada Justin Kripps Ryan Sommer Cameron Stones Ben Coakwell | 3 min 55 s 09 |
| Monobob femmes résultats détaillés      | Kaillie Humphries (USA)                                                      | 4 min 19 s 27 | Elana Meyers (USA)                                                        | 4 min 20 s 81 | Christine de Bruin (CAN)                                     | 4 min 21 s 03 |
| Bob à deux femmes résultats détaillés   | Allemagne Laura Nolte Deborah Levi                                           | 4 min 3 s 96  | Allemagne Mariama Jamanka Alexandra Burghardt                             | 4 min 4 s 73  | USA Elana Meyers Sylvia Hoffman                              | 4 min 5 s 48  |

## Tableau des médailles
| Rang  | Pays       | Médaille d'or, Jeux olympiques | Médaille d'argent, Jeux olympiques | Médaille de bronze, Jeux olympiques | Total |
| 1     | Allemagne  | 3                              | 3                                  | 1                                   | 7     |
| 2     | États-Unis | 1                              | 1                                  | 1                                   | 3     |
| 3     | Canada     | 0                              | 0                                  | 2                                   | 2     |
| Total |            | 4                              | 4                                  | 4                                   | 12    |